# Колотило Василь Семенович
Ва́силь Се́менович Ко́лотило (12 серпня 1908, с. Вилавче, нині c. Коритне Вижницький район Чернівецька область — 26 червня 1992, м. Відень, Австрія) — український публіцист, громадсько-культурний діяч. Доктор філософії (1936). Лауреат літературної премії імені Дмитра Загула (1998). Чоловік відомої майстрині-художниці Ксенії Колотило.

## Біографія
Василь Колотило народився 12 серпня 1908 року в селі Вилавче, тепер с. Коритне Вижницького району Чернівецької області у заможній селянській родині. Під час навчання на філософсько-філологічному факультеті Чернівецького університету брав активну участь у діяльності українських студентських товариств. Після закінчення університету, з 1931 року, працював викладачем Сокирянської гімназії, у 1938–1939 роках — професор гімназії м. Комрат (Молдова), де викладав географію, історію, ботаніку, латинську мову.
Коли Буковина увійшла до складу УРСР, він ще декілька місяців працював у Чернівецькому університеті. У листопаді 1940 року разом із родиною виїхав за так званим «німецьким переселенням» (його дружина Ксенія Калинчук-Колотило походила з родини етнічних німців), до Силезії, згодом далі до Німеччини. 1944 року родина Колотилів оселилися у Відні, де молодий вчений працював професором місцевої гімназії. Перебуваючи за межами краю, все життя присвятив вивченню історії та культури рідної Буковини, дослідженням русинських поселень в Югославії, публікувався в часописах Австрії та Німеччини.
26 червня 1992 року В. С. Колотило відійшов у вічність. Похований у Відні.

## Родина
Був одружений з Ксенією Калинчук — донькою священика та етнічної німкені, родом з буковинського села Підзахаричі, згодом відомою українською майстринею-художницею.

## Відзнаки, нагороди
- 1936 — Доктор філософії;
- 1998 — лауреат літературної премії імені Дмитра Загула (посмертно).

## Творчий доробок
- Історія Буковини.
- Відродження української державності в 1917–1918 рр. та участь Буковини в її відбудові.
- Різдвяні звичаї.
- Чернівецький університет і буковинські українці.
- Д. Загул — його життя і літературна творчість (1975).
- Історія українського шкільництва на Буковині.

## Гостини на Буковину
Разом з дружиною — українською народною майстринею, художницею-орнаменталісткою Ксенією Колотило двічі відвідав Чернівці, останній раз у 1990 році. Частина особистого архіву Василя Колотила зберігається в інституті буковинознавства при Чернівецькому національному університеті імені Юрія Федьковича та в чернівецькому музеї буковинської діаспори (вул. Йозефа Главки, 1).